# Герш, Витольд
Ви́тольд Герш (пол. Witold Giersz; род. 26 февраля 1927, Порай, Польша) — польский кинорежиссёр-аниматор, сценарист и художник.

## Биография
По образованию экономист. С 1947 года работал в кино как художник и ассистент режиссёра на Студии мультипликационных фильмов в Бельско-Бяла. С 1958 года — режиссёр Студии киноминиатюр в Варшаве. Работает преимущественно в рисованной анимации, иногда в объемной и комбинированной технике. Выступает как сценарист и художник своих фильмов. Среди его работ: юморески, сатира, пародии, лирические миниатюры и другие жанры. Снимает фильмы для детей.

## Избранная фильмография

### Режиссёр
- 1956 — Тайна старого замка / Tajemnica starego zamku
- 1959 — Неоновая шутка / Neonowa fraszka
- 1961 — Малый вестерн / Mały western
- 1961 — Сокровища Чёрного Джека / Skarb Czarnego Jack'a
- 1962 — Ожидание / Oczekiwanie (с Людвиком Перским; анимационные вставки)
- 1962 — Динозавры / Dinozaury
- 1963 — Мадам Сопрани / Madame Soprani
- 1964 — Красное и чёрное / Czerwone i czarne
- 1965 — Корень / Korzeń
- 1966 — Картотека / Kartoteka
- 1967 — Конь / Koń
- 1968 — Адмирал / Admirał
- 1969 — Интеллектуал / Intelektualista
- 1972 — Каскадёр / Kaskader
- 1973 — Старый ковбой / Stary Kowboj
- 1973 — Индонезийская семья / Rodzina indonezyjska
- 1974 — Следы / Ślady
- 1976 — Пожар / Pożar
- 1978 — Пожалуйста, слон / Proszę słonia (с Петром Лутчыном[пол.])
- 2013 —  / Signum

### Сценарист
- 1961 — Малый вестерн / Mały western
- 1964 — Красное и чёрное / Czerwone i czarne
- 1967 — Конь / Koń
- 1972 — Каскадёр / Kaskader
- 1976 — Пожар / Pożar
- 2013 —  / Signum

### Художник
- 1964 — Красное и чёрное / Czerwone i czarne

## Награды
- 1961 — премия кинофестиваля в Кракове («Маленький вестерн»)
- 1961 — премия кинофестиваля в Лейпциге («Маленький вестерн»)
- 1963 — премия 16-го Каннского кинофестиваля («Ожидание»)
- 1963 — премия Третьего Московского международного кинофестиваля («Ожидание»)
- 1964 — премия кинофестиваля в Оберхаузене («Красное и чёрное»)
- 1965 — премия 18-го Каннского кинофестиваля («Красное и чёрное»)
- 1979 — Государственная премия ПНР